# Rainer Seifert
Rainer Seifert (* 10. Dezember 1947 in Wiesbaden) ist ein ehemaliger deutscher Hockeyspieler und Olympiasieger.
Rainer Seifert spielte seit Schülerzeiten beim Rüsselsheimer RK. Der technisch starke Halbstürmer wurde 1968, 1971, 1975, 1977 und 1978 Deutscher Meister im Feldhockey, 1973, 1976 und 1979 gewann er den Titel im Hallenhockey. Damit war er bei allen Rüsselsheimer Meisterschaftserfolgen dabei.
1969 debütierte er in der deutschen Hockeynationalmannschaft. Bei den Olympischen Spielen 1972 in München wirkte Seifert in zwei Spielen mit, nach dem Finalsieg seiner Mannschaftskameraden wurde auch er mit olympischem Gold ausgezeichnet. Außerdem erhielt er am 11. September 1972 das Silberne Lorbeerblatt.
Auch in den folgenden Jahren war der nur 1,70 Meter große Seifert bei vielen internationalen Ereignissen dabei. Er gehörte zum Aufgebot, das bei der Weltmeisterschaft 1973 Bronze gewann, es folgte der Halleneuropameistertitel 1974. Bei der Weltmeisterschaft 1975 gewann die deutsche Mannschaft erneut Bronze. 1976 siegte das Team erneut bei der Halleneuropameisterschaft. Eher enttäuschend verliefen die Olympischen Spiele 1976, die deutsche Mannschaft belegte nur den fünften Platz. Nach einem vierten Platz bei der Weltmeisterschaft 1978 gewann das Team im gleichen Jahr bei der Europameisterschaft in Hannover den Titel. Nach dem Gewinn des dritten Halleneuropameistertitels 1980 war der Olympiaboykott 1980 ein herber Rückschlag in der Erfolgsbilanz des deutschen Hockeybundes. Nach 122 Länderspielen verabschiedete sich Rainer Seifert im November 1980 aus der deutschen Nationalmannschaft.